# Nghĩa Thuận Công chúa
Nghĩa Thuận Công chúa (chữ Hán: 義順公主; chữ Hàn:
의순공주; 1635 - 1662), tên thật là Lý Ái Thục (李愛淑). Bà là con gái của tông thất Cẩm Lâm Quân Lý Khải Duẫn, con nuôi của Triều Tiên Hiếu Tông và Nhân Tuyên Vương hậu. Bà được đặc cách phong làm công chúa và đã hòa thân với nhà Thanh, trở thành Đại phúc tấn của nhiếp chính vương Đa Nhĩ Cổn.

## Cuộc đời
Lý Ái Thục là một trong số bảy con trai và bốn con gái của Cẩm Lâm Quân Lý Khải Duẫn, hậu duệ đời thứ ba của Ích Dương Quân Lý Hoài người con thứ của Triều Tiên Thành Tông.
Vào tháng 12 năm 1649 (năm Hiếu Tông vừa lên ngôi), nhiếp chính vương của nhà Thanh là Đa Nhĩ Cổn (1612–1650), khi ấy vừa mất người kế thất là phu nhân thuộc thị tộc Bác Nhĩ Tế Cát Đặc thị (博爾濟吉特氏, sau được truy phong hoàng hậu), đã gửi một sứ đoàn đến Triều Tiên gồm các đại thần như Paheulnae (巴訖乃) nhằm cầu hôn một công nữ làm kế thất.
Không giống như thời Triều Tiên Nhân Tổ, khi các cô gái bị bắt sang nhà Thanh làm cống nữ (貢女), lần này là một cuộc hôn nhân chính thức với vị vương thân cận bậc nhất của Thuận Trị Đế, người vốn là kế phụ và nhiếp chính có quyền lực tuyệt đối, hoàn toàn có thể trở thành hoàng đế.
Tuy nhiên, với tâm lý bài Thanh sâu sắc lúc bấy giờ, Triều Tiên không hề hoan nghênh lời cầu hôn. Hiếu Tông đã nói dối rằng công chúa của ông còn nhỏ, mới hai tuổi, và cũng giấu kín tất cả các cháu gái trong hoàng tộc. Lúc ấy, công chúa lớn nhất của Hiếu Tông là Thục An Công chúa đã 15 tuổi, công chúa thứ hai Thục Minh Công chúa 11 tuổi, còn ba người em nhỏ lần lượt 9, 5 và 3 tuổi.
Trong khi mọi người tìm cách giấu con gái thì Cẩm Lâm Quân Lý Khải Duẫn lại chủ động đề xuất con gái mình là Ái Thục, người đang trong độ tuổi kết hôn
Hiếu Tông nhận Ái Thục làm nghĩa nữ, phong tước Công chúa, phong hiệu Nghĩa Thuận (義順), mang ý nghĩa “tuân theo đại nghĩa”, và gửi sang nhà Thanh vào ngày 22 tháng 4 năm 1650. Chính Hiếu Tông đã tiễn bà đến tận Mô Hoa Quán ngoài cửa Tây thành, trong khi bá quan văn võ được chia làm hai đoàn đi tiễn đến tận Hồng Tế Viện.
Hai người anh của bà theo hộ tống đến tận kinh đô nhà Thanh, cùng với đoàn tùy tùng gồm 5 thông dịch viên giỏi, 16 thị nữ chọn lọc từ nô tỳ trong cung, nhũ mẫu, nữ y, và một phụ nữ đảm trách tóc tai, trang điểm. Ngày 21 tháng 5 năm ấy, Đa Nhĩ Cổn dẫn theo 60.000 người ra tận dãy Liên Sơn gần Sơn Hải Quan để nghênh đón và tổ chức hôn lễ.
Khoảng 7 tháng sau, ngày 31 tháng 12 năm 1650, Đa Nhĩ Cổn bất ngờ tử nạn trong một chuyến đi săn. Tháng 1 năm sau, Thuận Trị Đế truy phong ông làm Thành Tông Nghĩa Hoàng đế và an táng tại Thái miếu. Vợ đầu của ông cũng được truy phong làm Kính Hiếu Nghĩa Hoàng hậu còn Hiếu Trang Văn Hoàng hậu, mẹ của Thuận Trị được tôn làm Chiêu Thánh Từ Thọ Hoàng thái hậu.
Sau khi Đa Nhĩ Cổn qua đời, Công chúa Nghĩa Thuận được gả tái giá cho thân vương Bác Lạc (博洛), cháu trai của Đa Nhĩ Cổn và cũng từng là tướng dưới quyền ông. Nhưng Bác Lạc mất vào tháng 2 năm 1652. Về sau, sử liệu Triều Tiên khẳng định việc tái giá này không phải do ý nguyện của bà, mà là hệ quả từ cuộc thanh trừng các thuộc hạ và gia quyến Đa Nhĩ Cổn vì tội mưu nghịch. Bà bị phân cho hoàng tộc khác cùng với các phi tần cũ của Đa Nhĩ Cổn.
Năm 1656, trong vai trò sứ thần sang nhà Thanh, cha bà là Lý Khải Duẫn đã xin cho con gái được trở về quê nhà.

### Về cuộc tái giá
Sử liệu Triều Tiên ghi rằng sau khi Đa Nhĩ Cổn qua đời, Nghĩa Thuận Công chúa được gả cho con trai của Bạch Dương Vương (백양왕)[8], mà 4 tháng sau được xác định là Bác Lạc (博洛) con trai thứ ba của A Ba Thái (阿巴泰), em trai cùng cha khác mẹ với Đa Nhĩ Cổn.
Sau cái chết của Bác Lạc năm 1652, có ghi chép rằng bà được “quy” (귀, 歸) cho Nhạc Lạc (岳樂), em trai của Bác Lạc, nhưng đây có thể chỉ là nghĩa “giao phó” hoặc “nương tựa”, không nhất thiết là tái giá.

### Những năm cuối đời
Ngày 26 tháng 4 năm 1656, bà trở về Triều Tiên theo chỉ dụ của Thuận Trị Đế. Trong sắc thư có ghi rằng: "Nay nàng là quả phụ, sống cô độc nơi xa quê, khiến trẫm thương xót đã lâu. Phụ thân nàng khẩn cầu gặp con gái, nên đặc chuẩn cho về nước để sống với thân nhân.”.
Hiếu Tông ra lệnh Bộ Hộ cấp gạo hàng tháng để bà sống an nhàn đến cuối đời.
Tuy nhiên, việc bà từng gả cho “rợ phương Bắc” và tái giá sau khi chồng mất khiến dư luận Triều Tiên không thiện cảm. Sau khi bà trở về, triều đình nhanh chóng quay lưng. Cha bà, Lý Khải Duẫn bị Sử Hình phủ luận tội và bãi chức sau đó bị tước quan tịch và đuổi khỏi thành
Công chúa bị giáng danh hiệu, chỉ được gọi là “con gái của Lý Khải Duẫn”. Trong Hiển Tông thực lục, ghi rằng bà chưa từng được sắc phong chính thức là công chúa. Bà không được đối xử như công chúa, trái ngược với vinh hoa từng có ở nhà Thanh.
Sau này, trong Diên Lịch Thất Kỹ Thuật đời Anh Tổ, có ghi rằng cha bà chỉ vì tham lụa là của nhà Thanh mà dâng con gái. Dân gian cũng truyền tụng những huyền thoại sai lệch, như việc bà tự tử ở vùng núi Jeongju để giữ tiết hạnh và chỉ có mũ cưới (족두리) nổi lên mặt nước, khiến mộ bà được gọi là “mộ mũ cưới” (족두리묘).
Công chúa Nghĩa Thuận qua đời vào ngày 18 tháng 8 năm 1662, được an táng tại thôn Geumo, xã Yangju, huyện Yangju, tỉnh Gyeonggi – nay là Geumo-dong, thành phố Uijeongbu.